# مجال جوي للاستخدام الخاص

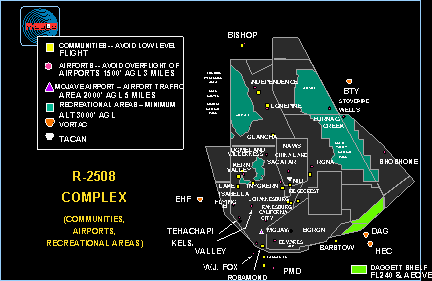
خريطة المجال الجوي للاستخدام الخاص (R2508) في صحراء موهافي.

المجال الجوي للاستخدام الخاص (Special use airspace) اختصاراً (SUA) هو منطقة مخصصة للعمليات ذات طبيعة معينة بحيث يمكن فرض قيود على الطائرات التي لا تشارك في تلك العمليات. غالبًا ما تكون هذه العمليات ذات طبيعة عسكرية. يحدد تعيين المجال الجوي للاستخدام الخاص للمستخدمين الآخرين المجالات التي يحدث فيها هذا النشاط، ويوفر فصل هذا النشاط عن المستخدمين الآخرين، ويسمح لرسم الخرائط لإبقاء مستخدمي المجال الجوي على اطلاع بالمخاطر المحتملة. يتم تصوير معظم المجال الجوي للاستخدام الخاص على مخططات الطيران وتحتفظ إدارة الطيران الفيدرالية (FAA) بصفحة توضح الوضع الحالي لمعظم المجال الجوي للاستخدام الخاص.
يشمل المجال الجوي للاستخدام الخاص: المجال الجوي المقيد، والمجال الجوي المحظور، ومناطق العمليات العسكرية (MOA)، ومناطق التحذير، ومناطق التنبيه، وتقييد الطيران المؤقت (TFR)، ومناطق الأمن القومي، ومناطق إطلاق النار الخاضعة للرقابة، والتي تصل عادةً إلى (FL180) أو 18000 قدم فوق مستوى سطح البحر. بالإضافة إلى ذلك، غالبًا ما يكون هناك مجال جوي مخصص لمراقبة الحركة الجوية (ATCAA) من (FL180) حتى (FL600) حيث يخطط المراقبة الجوية للعمليات العسكرية. لا يتم وصف ATCAAs بشكل عام على الرسوم البيانية لأن الرحلات فوق (FL180) تخضع لعملية قواعد الطيران الإلزامية التي تتطلب اتصالًا مستمرًا مع ATC. قد تحتوي مناطق التنبيه على حجم كبير من تدريب الطيارين أو نوع غير عادي من النشاط الجوي. مناطق العمليات العسكرية (MOA) (الموجودة فوق الأرض) ومناطق التحذير (الموجودة فوق المياه المحلية أو الدولية أو كليهما) وطرق التدريب تحتوي على كميات كبيرة من النشاط العسكري.
لا يُسمح بالرحلات الجوية داخل المناطق المحظورة إلا بإذن معين من إدارة الطيران الفيدرالية (FAA) وقد تخضع لقيود، بينما يُحظر الرحلات الجوية في المناطق المحظورة إلا في حالات الطوارئ. تسمح الطائرات غير العسكرية بالتحليق في موافقات الاتفاق أو مناطق التحذير دون تصريح، ولكن يمكن أن تكون خطرة.